# 甘布里爾斯 (馬里蘭州)
甘布里爾斯（英語：Gambrills）是位於美國馬里蘭州安妮阿倫德爾縣的一個普查規定居民點。

## 人口
根據2020年美國人口普查的數據，甘布里爾斯的面積為19.67平方千米，當中陸地面積為19.67平方千米，而水域面積為0.00平方千米。當地共有人口3034人，而人口密度為每平方千米154.25人。